# The Belgian Stallion
The Belgian Stallion (* 14. Oktober 1982 in Wiesbaden; bürgerlich Patrick Van Hecke) ist ein deutscher Musiker, der überwiegend als Liveact auftritt.

## Leben
Im Jahr 2006 wurde Patrick Van Hecke vor allem für sein Musikprojekt Dirrrty Franz & die B-Side Boyz bekannt, bei dem er als Rapper und Produzent auftrat. Ab 2008 trat er erstmals unter dem Künstlernamen The Belgian Stallion auf und spielte in kleinen Locations wie dem Jugendzentrum Idstein Breakcore und Gabba.
Seine erste offizielle Veröffentlichung heißt Methlab und erschien 2013 auf dem Label ZYX Music. Seitdem veröffentlicht er regelmäßig EPs, Singles über verschiedene Labels. Seit 2018 tritt er zudem regelmäßig als Liveact auf und ist Resident der Veranstaltungsreihe Hard Bock Drauf. Seine Musikrichtung nennt er selber "From Hardtekk to Frenchcore".
Den Durchbruch erlangte er mit seinen Remix vom Song Gras in der Luft an dem außerdem auch die Rapper Crystal F, KDM Shey, Tamas, Nils Davis und Chazer One beteiligt waren. Dieser Song war besonders auf Youtube und Spotify sehr erfolgreich. Auf Spotify erreichte der Remix im Oktober 2019 Platz 42 in den "Viral 50 Deutschland" Charts auf Spotify.

## Diskographie
Singles
- 2013: Methlab (ZYX Music)
- 2017: Ah! (Manneken Pis Records)
- 2018: L'Amour Toujours (Gigi D’Agostino Coverversion) (ZYX Music)
- 2018: Pogen (mit Stephan Strube) (Rage & Error)
- 2018: Nintekkno (Manneken Pis Records)
- 2019: Komodo (Frenchcore Edit) (Mauro Picotto Coverversion) (ZYX Music)
- 2019: BBQ (Dirrrty Franz & die b-Side Boyz Coverversion) (Manneken Pis Records)
- 2019: Tanzen im Regen (Manneken Pis Records)
- 2019: Du bist nicht allein (Manneken Pis Records)
- 2019: Feierei ist unser Leben (Manneken Pis Records)
- 2020: Reptilien Rave (Manneken Pis Records)
- 2020: Nacht im Wald (Manneken Pis Records)
- 2020: Biersong (mit Stealy Dan) (Manneken Pis Records)
- 2020: Ravende Glühwürmchen (Manneken Pis Records)
- 2020: Ein Bier (mit Dirrrty Franz) (Manneken Pis Records)
- 2020: Tropische Traurigkeit (Manneken Pis Records)
- 2020: Karma (mit Nils Davis) (Manneken Pis Records)
- 2020: Hardcore Rave Like It's 1992 (Manneken Pis Records)
- 2020: Der Traktor dreht durch! (Tekk Dich Weg Records)
- 2021: 4th Dimension (Stör Geräusche)
- 2021: Tekk Roboter (Manneken Pis Records)
- 2021: Waste of Time (Stör Geräusche)
- 2021: Wo soll ich hin (mit Brachiale Musikgestalter) (Tekk Dich Weg)
- 2021: Wenn nicht mit Rap (mit Stealy Dan) (Manneken Pis Records)
- 2021: Bass (Tekk Dich Weg)
- 2021: Trinken (mit Stealy Dan) (Manneken Pis Records)
- 2021: Der Subwoofer Brennt (mit Crazy Jones) (Manneken Pis Records)
- 2021: Durch (mit Stealy Dan) (Manneken Pis Records)
- 2021: Ich tanze nicht mit Nazis (Manneken Pis Records)
- 2021: Nie wieder nüchter (mit Stealy Dan) (Manneken Pis Records)
- 2022: Hass Wut Macht Gier (mit Stealy Dan) (Manneken Pis Records)
- 2022: Unaufhaltsam (Auf Die Fresse Techno)
- 2022: 20.000 dB (2022 Version) (Manneken Pis Records)
- 2022: Clubliebe (mit Stealy Dan) (Manneken Pis Records)
- 2022: Man-O-Man (mit Crystal F) (Manneken Pis Records)
- 2022: Draufgehen (mit Shunyatah & Nils Davis) (Manneken Pis Records)
- 2022: KMHP (mit Joe Hennessy) (Manneken Pis Records)
- 2022: The Flash, the Light, the Bass, the Beat (Official Emergenzy: The Harder Halls Anthem) (Manneken Pis Records)
- 2022: Anders (mit Stealy Dan) (Manneken Pis Records)
- 2022: Bitte sofort (mit Gesa Rocket) (AUF DIE FRESSE TECHNO)
- 2022: Frankfurt ist Techno (Manneken Pis Records)
- 2023: Hardtechno Party (AUF DIE FRESSE TECHNO)
- 2023: Dunkler Stern 20xx (mit Nachtwandler) (Manneken Pis Records)
- 2023: Tetris (Manneken Pis Records)
- 2023: You Say (mit Scuba Pro) (We are Hardtekk)
- 2023: Raise Up (Tunnel Factory)
- 2023: RAVE-A-HOLIC (Manneken Pis Records)
- 2023: ES IST WIEDER NACHT (Manneken Pis Records)
- 2023: DRAUFGEHEN (The Speed Freak Remix)
- 2023: IRON BEACH (Manneken Pis Records)
- 2023: BUDE (Manneken Pis Records)

EPs
- 2015: Techno Titten Bass (Core Instinct Digital)
- 2016: Melodie (Manneken Pis Records)
- 2017: Und Los!!! (mit Minupren) (Minupren Records Digital)
- 2017: 20.000db / Goldkrone (Minupren Records Digital)
- 2018: Children / Der Lenz ist Da (Hells Bangers Records)
- 2020: Belgistallication (Cancelled)
- 2022: Belgistallication 2 (Cancelled)

Alben
- 2017: Tracks from MME Podcast (ZYX Music)
- 2019: Der gnadenlose Tekk to Frenchcore-Mix (Manneken Pis Records)
- 2020: Der Abtekker (Manneken Pis Records)
- 2021: Selected Works, Vol. 1 (Manneken Pis Records)
- 2022: BELGI (Manneken Pis Records)

Remixe
- 2018: Lydia M - 9/11 (Minupren Records Digital)
- 2019: Crystal F, KDM Shey, Nils Davis, Tamas, Chazer One - Gras in der Luft (Alles Wird Hood)
- 2019: A$lan & Peet25 - Vulkan (Alles Wird Hood)
- 2020: Marcel Ruew - We Are (Cancelled)
- 2020: Hausverbot - Flaschen an die Wand (Redestoff Musik)
- 2020: Shunyatah - Angst (Alles Wird Hood)
- 2020: Finna - Overscheiß (Audiolith)
- 2020: Dirrrty Franz Band - Homeoffice Party (Support Your Local Underground)
- 2020: Crystal F & John ODMGDIA - Energie (Ruffiction Productions)
- 2021: Xilef - Boom! (Psycho Devils Records)
- 2021: Crystal F - Stehen geblieben (Ruffiction Productions)
- 2021: Crystal F & John ODMGDIA - Herzrasen (Ruffiction Productions)
- 2021: Haiyti - FREITAG (Urban)
- 2022: Haiyti - GABBA (Urban)
- 2022: Yo! Majesty - FLEX (GMEQCA / Matriarch Records)
- 2023: Russian Village Boys - Jumpstyle 2023 (Village Gang)
- 2023: Mark ’Oh - Randy (Never Stop That Feeling) (ZYX Music)
- 2023: Haiyti - Das letzte Mal (Hayati Records)
- 2023: Woebn & LeBlanc - Boos (Moedertaal)
- 2023: Crystal F - Thermobecher (Ruffiction Productions)
- 2023: Shunyatah - Zu Hause (Alles wird Hood)
- 2023: Sir Mantis - Eigentlich (Springstoff)

Beiträge auf anderen Alben
- 2019: Minupren & Tobi Wan Kenobi - Frenchcore Germany (als Gast auf dem Song Schnitzelkebab mit Schaf)
- 2023: YusiJusi - Elysium 3998 (als Gast auf dem Song „Space Rave“)
- 2023: Crystal F & JOHNBOY - Trail Mix 3 (als Gast auf dem Song „Kopfbanane“)

Exklusive Compilation Beiträge
- 2018: Hardtechno Trax 2 (mit dem Song Hardtechno Party) (ZYX Music)
- 2014: The Best in Hardtechno 7 (mit den Songs Legalize Violence, 60 Seconds Till Burn-Out und Lieeege) (ZYX Music)
- 2020: Freiheit für Sigrid Karzer (mit dem Song Ich wär so gern ein Hippie) (Cancelled)
- 2020: Frenchcore 2021 (mit Frenchcore Remixen von Gras in der Luft und Sie Tanzen Den Mambo) (Manneken Pis Records)
- 2020: Vulpes Chapter One (mit dem Song Krötenpaarung) (Refur Records)

## Links
- Offizielle Instagram-Seite
- Offizielle Spotify Künstlerseite
- The Belgian Stallion auf Discogs